# Bjuröklubb
Bjuröklubb är en utskjutande udde ("klubb") i Lövångers socken,  Skellefteå kommun, Västerbotten. På udden finns ett fiskeläge, Jungfruhamn, en fyr och flera fornlämningar. Området utgör även ett naturreservat.

## Historia
På platsen byggdes ett kapell på 1600-talet. Gärdviken, väster om halvön, fick en lotsplats 1821 och 1859 byggdes där en fyr på en klippa 52 meter över havet. 

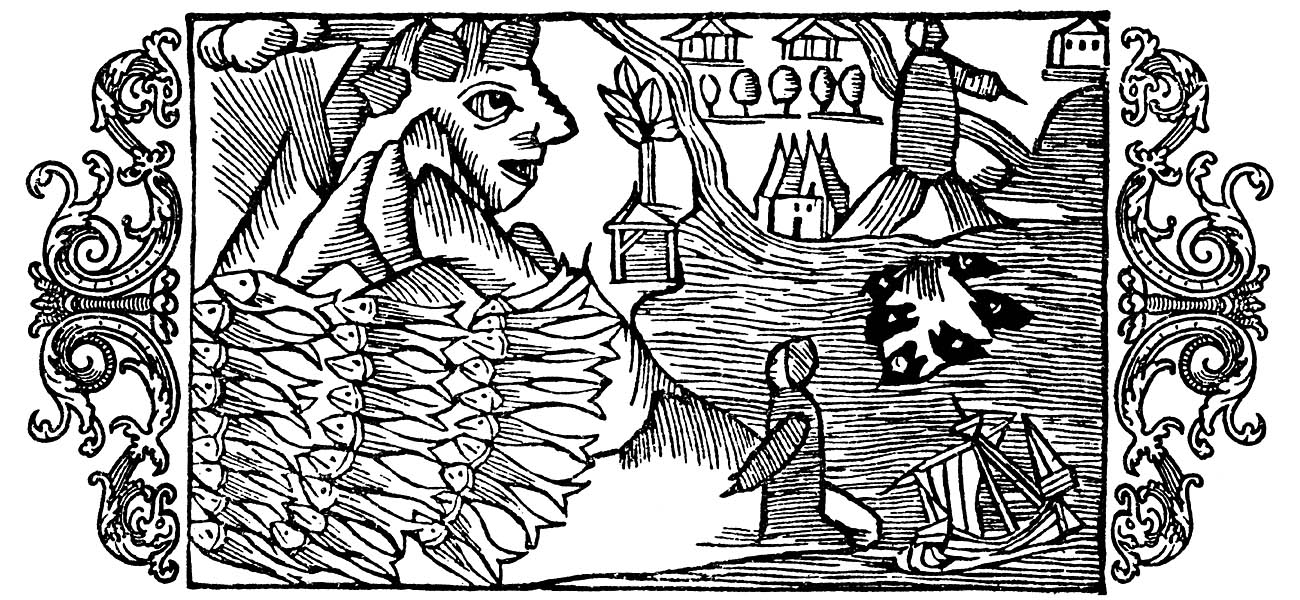
Bjuröklubb (till vänster) på en bild av Olaus Magnus. Fiskar torkas på hällarna runt klippan, vars topp han liknar vid en krona med tre uddar.

1519 fick Bjuröklubb besök av Sveriges siste katolske biskop, Olaus Magnus. Hans loggbok med teckningar finns kvar och beskriver en omfattande verksamhet på Bjuröklubb redan vid den tiden.
Under första världskriget inträffade flera fartygsincidenter vid Bjuröklubb. 10 juli 1916 ägde den så kallade Bjuröklubbskapningen rum. De tyska fartygen S/S Lissabon och S/S Worms besköts vid Bjuröklubb av ryska patrullbåtar. Därefter uppbringades de tyska båtarna och fördes under ryskt befäl till hamn i Finland. 22 tyska besättningsmän samt en svensk lots medföljde, medan 36 av besättningsmännen flydde i livbåtar till Skelleftehamn. Den svenske lotsen tilläts återresa till Sverige efter en veckas bortovaro. Den 16 juli 1916 torpederades det tyska ångfartyget S/S Syria. Besättningen på 27 tyska krigsseglare och även en ombordvarande svensk kronolots hann alla rädda sig innan fartyget förliste vid Grusbottens prick. Syria hade lastat 4 350 ton järnmalm i Luleå. Utanför Bjuröklubb torpederades fartyget av den ryska ubåten Vepr (Vildsvinet). Händelsen inträffade innanför den svenska territorialgränsen och utgjorde således en neutralitetskränkning.
Fram till år 2012 hade totalt 35 fartyg förlist i vattnen utanför Bjuröklubb.
Under andra världskriget var Gärdviken uppsamlingsplats för tyska malmtransportfartyg innan de gick i konvoj mot Tyskland. Lotsplatsen stängde 1967 och fyren avbemannades 1970.
Området blev naturreservat 1976. Bjuröklubb ligger inom ett område av riksintresse för kulturmiljövården. Bjuröklubb har många soltimmar under den varmare årstiden. Läget ute på en udde i Bottenviken, den östligaste punkten i Sverige frånsett Haparandakusten, bidrar till att havsbrisen håller molnen borta. Under maj månad ses vid Bjuröklubb sjöfågel i tusental, samt flera av Sveriges rovfåglar. Fågelsträck överflyger ofta nära land vilket gör Bjuröklubb till ett lämpligt ställe för fågelskådning. I fyrens lotsutkik finns möjlighet att övernatta. Sommartid finns här ett populärt café. Fyren nås genom en anlagd ramp vilket gör platsen lättare tillgänglig för rullstolsburna.
Artisten Laleh, som under ett par år var bosatt i Skellefteå, inspirerades till låten "Bjurö klubb" under vandringar längs stränderna i naturreservatet. Låten finns med på hennes skiva Me and Simon från 2009.